# Molorchus juglandis
Molorchus juglandis là một loài bọ cánh cứng trong họ Cerambycidae.